# Região Geográfica Imediata de Xanxerê
A Região Geográfica Imediata de Xanxerê é uma das 24 regiões imediatas do estado brasileiro de Santa Catarina, uma das 7 regiões imediatas que compõem a Região Geográfica Intermediária de Chapecó e uma das 509 regiões imediatas no Brasil, criadas pelo IBGE em 2017.
É composta por 13 municípios. Sua população, de acordo como Censo do IBGE em 2022 era de 129 542 habitantes e uma área de 4 326,475 km².

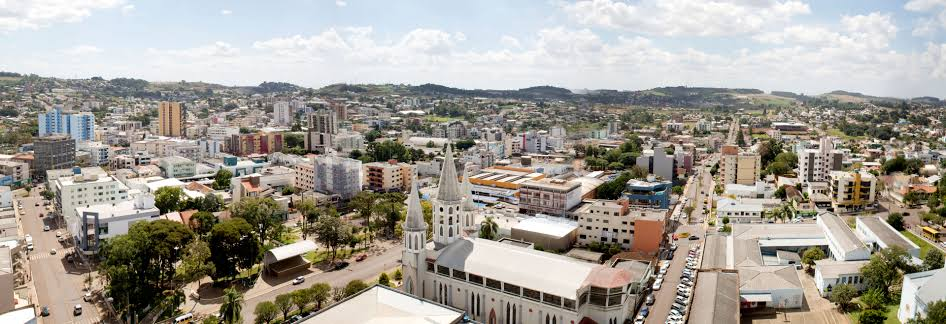
Imagem panorâmica de Xanxerê.

Vista do centro de Faxinal dos Guedes.

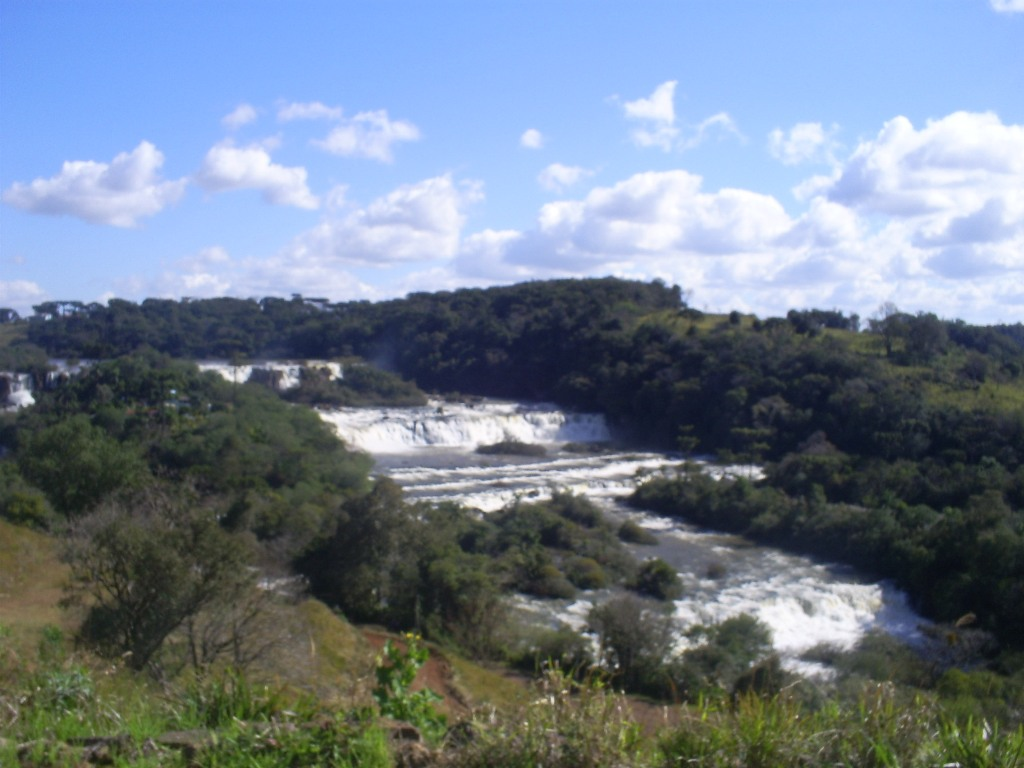
Quedas do Rio Chapecó, em Abelardo Luz.

Os municípios de Xanxerê e Faxinal dos Guedes também fazem parte da Região Metropolitana de Chapecó. 

## Municípios
Fonte: IBGE - Censo 2022.
| Região geográfica imediata | Código | Posição | Municípios         | População Censo 2022 | Área (km²) |
| -------------------------- | ------ | ------- | ------------------ | -------------------- | ---------- |
| Xanxerê                    | 420011 | 1       | Xanxerê            | 51 607               | 377,426    |
| Xanxerê                    | 420011 | 2       | Abelardo Luz       | 17 392               | 953,992    |
| Xanxerê                    | 420011 | 3       | Faxinal dos Guedes | 11 192               | 340,070    |
| Xanxerê                    | 420011 | 4       | Ponte Serrada      | 10 649               | 560,731    |
| Xanxerê                    | 420011 | 5       | São Domingos       | 9 226                | 367,525    |
| Xanxerê                    | 420011 | 6       | Ipuaçu             | 7 730                | 261,081    |
| Xanxerê                    | 420011 | 7       | Passos Maia        | 4 034                | 617,092    |
| Xanxerê                    | 420011 | 8       | Xavantina          | 3 653                | 218,032    |
| Xanxerê                    | 420011 | 9       | Vargeão            | 3 634                | 166,685    |
| Xanxerê                    | 420011 | 10      | Entre Rios         | 3 402                | 103,888    |
| Xanxerê                    | 420011 | 11      | Bom Jesus          | 2 777                | 63,883     |
| Xanxerê                    | 420011 | 12      | Ouro Verde         | 2 181                | 188,568    |
| Xanxerê                    | 420011 | 13      | Coronel Martins    | 2 065                | 107,502    |